# Meta Vannas
Meta Vannas z d. Jürgenson (ur. 9 stycznia 1924 w Suuremõisa, zm. 25 listopada 2002 w Tallinnie) – estońska i radziecka polityk, przewodnicząca Prezydium Rady Najwyższej Estońskiej SRR w 1978.
Od 1941 należała do Komsomołu, w listopadzie 1941 została aresztowana przez Niemców i osadzona w więzieniu w Haapsalu, a w sierpniu 1944 wysłana do Stutthofu, skąd została uwolniona w marcu 1945. Po wojnie wrócił do Estońskiej SRR i wznowiła działalność w Komsomole, została sekretarzem komitetu Komsomołu w Kuressaare, wstąpiła do KPE (1949), ukończyła szkołę wieczorową i później Wyższą Szkołę Partyjną. 1960-1969 przewodnicząca komitetu wykonawczego Rady Miejskiej w Narwie. 1969-1975 była ministrem służby publicznej Estońskiej SRR, a 1975-1978 zastępczynią przewodniczącego Prezydium Rady Najwyższej Estońskiej SRR Artura Vadera, po śmierci którego 25 maja 1978 została tymczasową przewodniczącą Prezydium (do 26 lipca 1978). Następnie do 1985 ponownie była wiceprzewodniczącą Prezydium. Członkini Komitetu Kobiet, Sowieckiego Komitetu Weteranów Wojny i przewodnicząca Republikańskiej Sekcji Byłych Więźniów Faszyzmu.

## Odznaczenia
- Order Lenina (1965)
- Order „Znak Honoru”
- Medal „Za pracowniczą dzielność”
- Medal „Za pracowniczą wybitność”